# Islip (Nowy Jork)
Islip – miasto w Stanach Zjednoczonych, w stanie Nowy Jork, w hrabstwie Suffolk.